# Херштедт
Херштедт (нем. Heerstedt, н.-нем. Heerst) — ортшафт в Германии, земля Нижняя Саксония, район Куксхафен. Входит в состав общины Беверштедт. До 1 ноября 2011 года был отдельной общиной в составе союза общин Беверштедт. Население составляет 436 человек (на 20 ноября 2019 года). Занимает площадь 18,89 км².

## Административное устройство
Муниципальный район подразделяется на 3 сельских округа:
- Дорен
- Лоэ
- Херштедт